# التقسيم
يشير التقسيم العسكري إلى عملية تجميع الأنشطة في الأقسام. تقسيم العمل يخلق المتخصصين الذين يحتاجون إلى التنسيق  يتم تسهيل هذا التنسيق من خلال تجميع المتخصصين معًا في الأقسام. 

## أنواع التشكيلات الشعبية
- التقسيم الوظيفي - تجميع الأنشطة حسب المهام المنجزة. يمكن تجميع الأنشطة وفقًا للوظيفة (العمل الجاري) لمتابعة وفورات الحجم من خلال وضع الموظفين ذوي المهارات والمعارف المشتركة في التشكيلات على سبيل المثال الموارد البشرية وتكنولوجيا المعلومات والمحاسبة والتصنيع والخدمات اللوجستية والهندسة. يمكن استخدام التقسيم الوظيفي في جميع أنواع المنظمات. أنشطة المجموعة وفقا لوظيفة المؤسسة
- تقسيم المنتجات - تجميع الأنشطة حسب خط الإنتاج. يمكن أيضًا تجميع c cs وفقًا لمنتج أو خدمة معينة، وبالتالي وضع جميع الأنشطة المتعلقة بالمنتج أو الخدمة تحت مدير واحد. يخضع كل مجال من مجالات المنتجات الرئيسية في الشركة لسلطة مدير كبير متخصص في كل ما يتعلق بخط الإنتاج ومسؤول عنه. LA Gear هي مثال على شركة تستخدم تقسيم المنتجات. يعتمد هيكلها على خطوط الإنتاج المتنوعة التي تشمل الأحذية النسائية وما إلى ذلك.
- تقسيم العملاء - أنشطة التجميع على أساس العملاء المشتركين أو أنواع العملاء. قد يتم تجميع الوظائف وفقًا لنوع العميل الذي تخدمه المنظمة. ics الافتراض أن العملاء في كل قسم لديهم مجموعة مشتركة من المشاكل والاحتياجات التي يمكن تلبيتها على أفضل وجه من قبل المتخصصين. يمكن تقسيم أنشطة المبيعات في شركة توريدات مكتبية إلى ثلاثة أقسام خدمة تخدم حسابات البيع بالتجزئة والجملة والحكومة.
- التقسيم الجغرافي - أنشطة التجميع على أساس الإقليم. إذا كان عملاء المؤسسة مشتتين جغرافيًا، فيمكنها تجميع الوظائف بناءً على الموقع الجغرافي. على سبيل المثال، يعكس الهيكل التنظيمي لشركة كوكا كولا عمل الشركة في منطقتين جغرافيتين عريضتين - قطاع أمريكا الشمالية والقطاع الدولي، والذي يشمل مجموعات المحيط الهادئ، وtc cc، والمجموعة الأوروبية، وشمال شرق أوروبا، وأفريقيا، وأمريكا اللاتينية.
- تقسيم العمليات - تجميع الأنشطة على أساس المنتج أو الخدمة أو تدفق العملاء. نظرًا لأن كل عملية تتطلب مهارات مختلفة ، فإن تقسيم العملية يسمح بتكوين أنشطة متجانسة معًا. على سبيل المثال، قد يحتاج مقدمو الطلبات إلى المرور عبر عدة أقسام وهي التحقق من الصحة والترخيص والخزانة، قبل الحصول على رخصة القيادة.
- تقسيم الأقسام - عندما تقوم الشركة بتطوير خطوط أعمال مستقلة تعمل كشركات منفصلة، وكلها تساهم في ربحية الشركة، يسمى التصميم تقسيم الأقسام أو (M-FORM). على سبيل المثال، المحدودة. Inc. ، لديها هذه الأقسام: Th Limited ،Express ،Lerner New York  Lane Bryant and Mast Industries.

نظرًا لتعقيد المهام والبيئة التنافسية التي تعمل فيها المنظمات، غالبًا ما تستخدم مزيجًا من الأساليب المذكورة أعلاه في التقسيم. 

## الاتجاهات الحديثة في الإدارات
- لقد أصبح التركيز على إدارة العملاء أكثر اهمية.
- يتم استكمال التقسيم الصارم من خلال استخدام فرق تعبر خطوط الإدارات التقليدية ("الصوامع").